# Rudolf Coraduz von und zu Nußdorf
Rudolf Coraduz (geadelt von und zu Nußdorf) († um 1618) war Reichsvizekanzler des heiligen römischen Reiches.
Er war Sohn eines Arztes und stammte aus Friaul oder Istrien. Er hat Rechtswissenschaften studiert und promoviert. Er war zwischen 1591 und 1606 Reichshofrat und zwischen 1594 und 1612 Geheimer Rat am kaiserlichen Hof in der österreichischen Hofkanzlei von Rudolf II. Er diente dem Kaiser in dieser Zeit zeitweilig als Gesandter in Rom. So war er 1595 in Rom und war unter anderem mit dem Erwerb von Kunstwerken für die kaiserlichen Sammlungen beschäftigt. Seit 1601 war er de facto Reichsvizekanzler. Der Kaiser hat ihn mit der Verwaltung des Amtes beauftragt und hat den eigentlich zuständigen Reichserzkanzler und Bischof von Mainz Johann Adam von Bicken dabei nicht einbezogen, sondern nur informiert. Er stand auf katholischer Seite und hielt engen Kontakt zu den päpstlichen Nuntien.